# Gäddan 8
Gäddan 8 är en byggnad som används av Malmö universitet. Byggnaden ligger i anknytning till universitetets övriga byggnader på Universitetsholmen i Malmö. Byggnaden ligger fem minuter bort från Niagara och knappt tio minuter bort från Orkanen. Gäddan huserar fakulteten för Hälsa och samhälle och institutionen för socialt arbete samt universitetets innovationsmiljö Storm.
Gäddan ägs av fastighetsbolaget Diligentia.

## Byggnaden

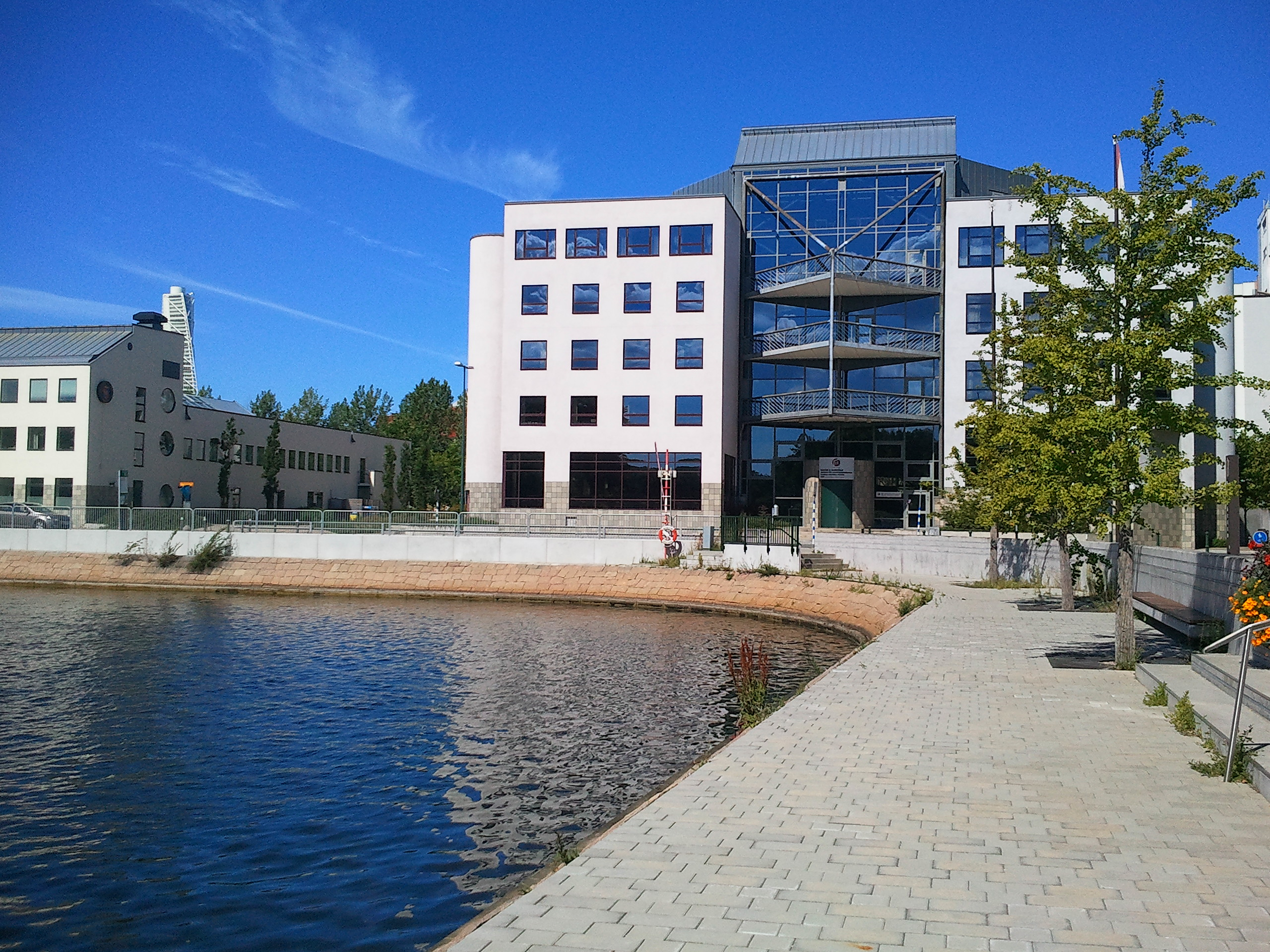
Fasad mot Citadellsvägen.

Huset ritades av Peter Torudd Arkitekter och byggdes 1998 för den då nybildade Malmö högskola. "Gäddan" var den första byggnaden som byggts för högskolan och var i början en symbol för hela högskolan. Busshållplatsen utanför byggnaden fick namnet "Högskolan".
I december 2013 beslutade högskolans ledning att den tänkte lämna Gäddan när hyreskontraktet löpte ut i augusti 2015. Istället flyttade den verksamhet som bedrivits där in i Orkanen och det nya huset Niagara.
Universitetets salstentamina skrivs i största utsträckning i byggnaden. 2017 uppmärksammades det att Malmö högskola hade tillgänglighetsbrister när det gäller byggnaden Gäddan 8. Studenter klagar att de blir störda när de skriver sina tentor på grund av buller.
Sedan hösten 2024 har gymnasieskolan Malmö Neptunigymnasium tagit över byggnaden.